# 小野田摂子
小野田 摂子（おのだ せつこ）は、日本の政治学者。専門は政治学、国際関係論、アジア・ヨーロッパ関係を基盤とした平和学。本来の目的から外れたアディショナル・パーパスとその方向付けに関与する「敵意」や「感情」が集団や組織、環境を破壊するとしたソーシャル・キャンサー(Social Cancer)を提唱。従来は非科学的なものとして軽視されてきた「感情」を目的設定における科学的分析に取り込んだ。
東京都出身。1986年、明治大学文学部文学科独文学専攻卒業。1995年、同大学院政治経済学研究科修了。ハンブルク大学博士研究留学後1996年に博士（政治学）取得。
明治大学非常勤講師、島根県立大学大学院助教授、青山学院大学を経て岩手県立大学教授。口癖は「にゃ」、「ん～にゃ」、「御手元暗くなりま～す」、「Number　Dictation」。眼鏡は縁なし眼鏡。

## 著書

### 単著
- 『紛争・対立・克服――国際関係・平和研究卒論制作の試み』（紀伊國屋書店, 2005年)

- 『英語表現・論理トレーニング：ビジネスから国際関係文書・公式文書まで』（丸善書店、2008年、2013年改訂版）
- 『ヨーロッパ社会政策と共同体の再編ー経済先進国における公共と社会的平和の課題』（世界思想社、2010年）

### 共著
- （三宅正樹編）『ベルリン・ウィーン・東京――20世紀前半の中欧と東アジア』（論創社, 1999年）
- （宇野重昭・増田祐司編） 『北東アジア研究所説』（国際書院, 2000年）
- （宇野重昭編）『北東アジア研究と開発研究』（国際書院, 2002年）
- （宇野重昭・鹿錫俊編）『中国における共同体の再編と内発的自治の試み――江蘇省における実地調査から』（国際書院, 2005年）

## 論文（日本語/英語・ドイツ語）
- 「職業観の変化と職場適応」『明治大学大学院紀要』26号（1988年）
- 「職業空間と生活空間」『明治大学大学院紀要』27号（1989年）
- 「蒋介石政権における近代化政策とドイツ極東政策（1）」『政治経済史学』344号（1995年）
- 「蒋介石政権における近代化政策とドイツ極東政策（2）」『政治経済史学』345号（1995年）
- 「蒋介石政権とドイツ和平調停(1)1937年10月～1938年1月」『政治経済史学』354号（1995年）
- 「蒋介石政権とドイツ和平調停(2)1937年10月～1938年1月」『政治経済史学』355号（1996年）
- 「蒋介石政権とドイツ和平調停(3)1937年10月～1938年1月」『政治経済史学』357号（1996年）
- 「戦後復興と環境関連のシステム」『総合政策論叢』1号（2001年）
- 「国家と記憶――原因・結果・価値」『北東アジア研究』1号（2001年）
- 「政治の中の芸術、芸術の中の国民――印刷物としての版画と地方の絆」『北東アジア研究』3号（2002年）
- 「約束――第二次世界大戦後の国家間条約の構図と賠償、軍拡への道」『北東アジア研究』5号（2003年）
- 「戦後ヨーロッパ国際条約(1945-1950)と今日における復興期の協定――欧州連合、日本、二国間条約の重要性」『平和文化研究』27号（2005年）
- 「ドイツ統一における格差是正政策と公益基金共同体Parafisci」『日本EU学会年報』26号（2006年）
- 「交換の政治学」立教女学院短期大学紀要49号（2018年）
- Die Vorgeschichte der deutschen Friedenvermittlung, Meiji University, Bulletin of Graduate Studies,1991.
- Die Situation der chinesischen Provinzmachthaber im chinesisch-japanischen Konflikt, Meiji University, Bulletin of Graduate Studies,1992.
- Memories of War and Peace-building in Post-war Japan: Japanese Constitution as Peace System, UPeace, peace and conflict monitor, issue January 26, 2004. United Nations, University for Peace, 2004.
- Peace System in Critical Situation in Post-war and Current Japan: Conflict, Reparations and Constitution, Asian Perspective, Institute for Far Eastern StudiesVol.28, No.2, 2005.
- Social Cancer in a Dualistic World, International Journal of Sustainability, vol.18, issue.1, 2022.　doi:10.18848/2325-1166/CGP/v18i01/27-54
- Tree Removal changed the Drumming Behavior of a Japanese Pigmy Woodpecker, RS, 2022.
- Drumming behavior of a Japanese pygmy woodpecker in Satoyama: Implications of tree felling and human settlement, 2022. RS, doi:10.21203/rs.3.rs-1836858/v1